# Turnera laciniata
Turnera laciniata är en passionsblomsväxtart som beskrevs av Arbo. Turnera laciniata ingår i släktet Turnera och familjen passionsblomsväxter. Inga underarter finns listade i Catalogue of Life.